# Eulasia papaveris
Eulasia papaveris là một loài bọ cánh cứng trong họ Glaphyridae. Loài này được Sturm miêu tả khoa học năm 1843.